# Jüdischer Kulturbund

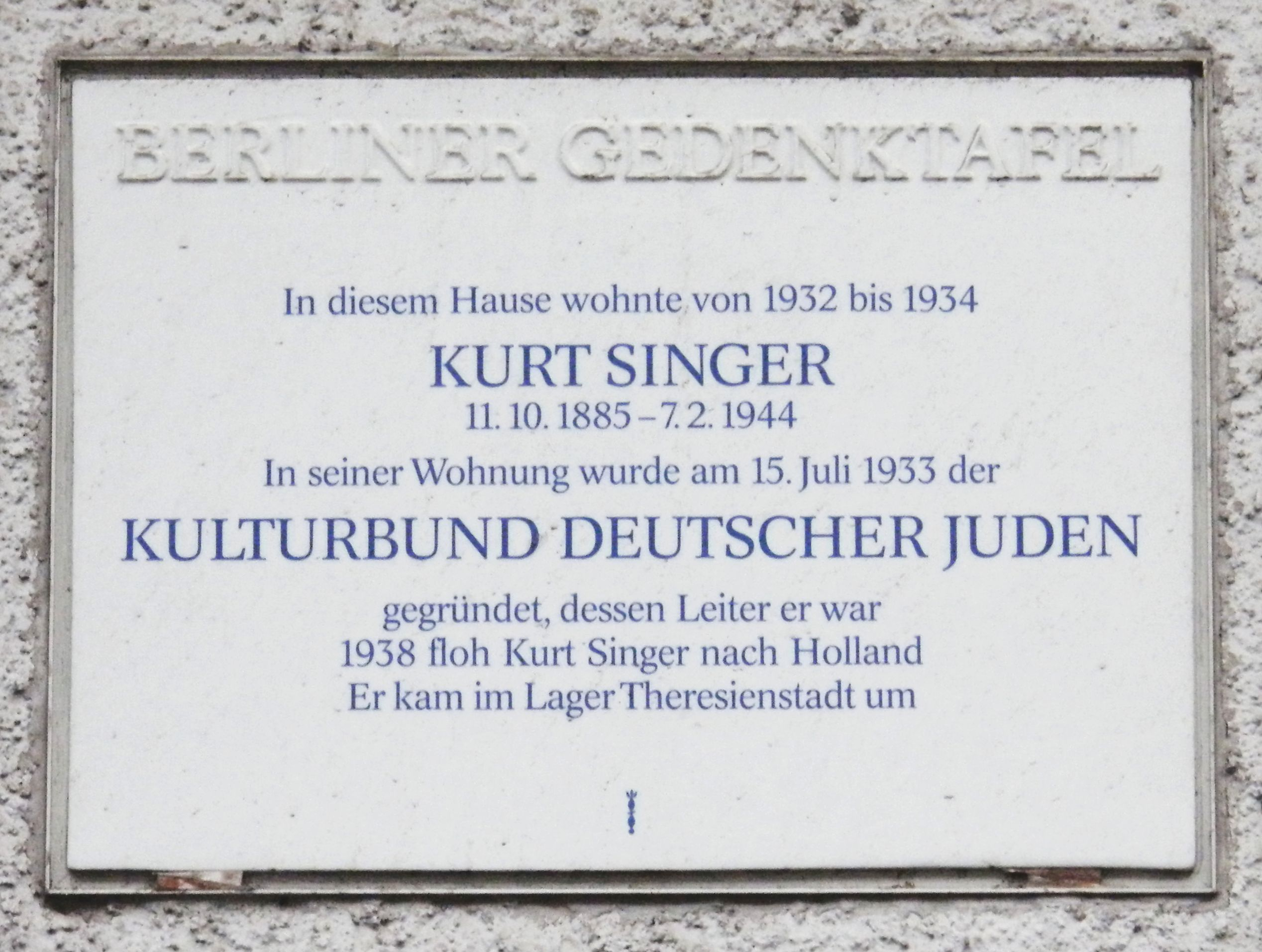
Placa conmemorativa de Berlín: Kurt Singer y la Jüdischer Kulturbund.

La Jüdischer Kulturbund (Kubu), «Liga o Federación Cultural Judía», fue una institución creada, con el consentimiento de los nazis, por parte de artistas judíos sin empleo para la población judía. Fundada en 1933 con el nombre de 
Kulturbund Deutscher Juden («Federación Cultural de judíos de Alemania»), fue obligada por las autoridades a cambiar su denominación en abril de 1935 para eliminar la palabra «Alemania» de su nombre.).